# Велике Загаріно (Нижньогородська область)
Велике Загаріно (рос. Большое Загарино) — село в Вачському районі Нижньогородської області Російської Федерації.
Населення становить 41 особу. Входить до складу муніципального утворення Чулковська сільрада.

## Історія
Від 2009 року входить до складу муніципального утворення Чулковська сільрада.

## Населення
| 1859 | 1905 | 1926 | 1999 | 2002 | 2010 |
| ---- | ---- | ---- | ---- | ---- | ---- |
| 359  | ↗434 | ↗461 | ↘67  | ↘45  | ↘41  |